# فربد (دبیر)
فربد (پارسی میانه: Xwarrahbūd) یکی از دبیران شاهنشاهی ساسانی در سده چهارم میلادی در زمان حکومت شاپور دوم بود. فربد به گفته منابع ارمنی در جنگ‌های شاپور با روم اسیر شد. او در دوران حضورش در روم، یونانی آموخت و کتابی دربارهٔ دستاوردهای شاپور دوم و ژولیان نوشت. فربد همچنین کتابی را از یکی از یاران اسیرش به نام راستسخوان (Rāstsakhwan) از پارسی به یونانی ترجمه کرد. آگاثیاس در سده ششم میلادی در کارهایش از این کتاب استفاده کرد.